# Caiguda lliure (esport)

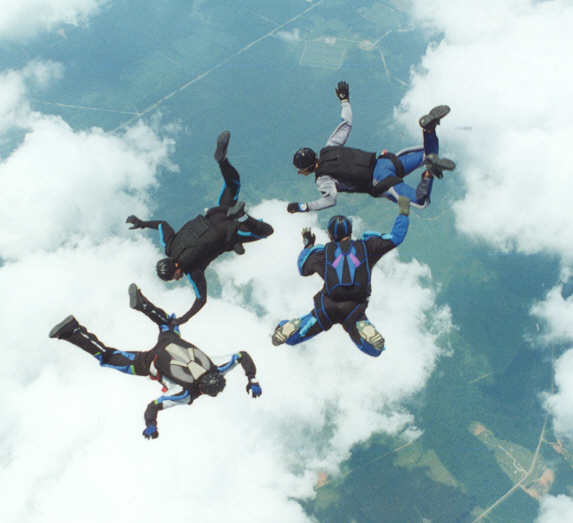
Paracaigudistes en caiguda lliure

La caiguda lliure és una activitat lúdica i d'oci que consisteix a llançar-se des d'un avió en vol i baixar amb el paracaigudes tancat fins al límit en què ha d'obrir-se, segons les lleis físiques relacionades amb l'acceleració de caiguda lliure. És una modalitat del paracaigudisme.
La caiguda lliure no s'ha de confondre amb persones que sobreviuen a vol controlat contra el terreny.

## Història
Com en la majoria dels esports aeris, els seus antecedents són de caràcter militar, per la necessitat dels paracaigudistes militars de romandre el menor temps possible exposat al foc enemic. Per exemple, en la Segona Guerra Mundial, hi va haver diversos informes sobre militars d'aviació que van sobreviure a grans caigudes, com Nick Alkemade, Alan Magee, i Ivan Chisov, que van caure a 5.500 metres.
S'ha anat consolidat des de fa algunes dècades com a pràctica esportiva, consistint a saltar des d'un avió a uns 4.000 metres d'altura i realitzant en el trajecte descendent diverses piruetes abans d'obrir el paracaigudes a 1.500 metres sobre el sòl. El temps emprat en la caiguda lliure és d'un minut i s'arriba a una velocitat de prop de 250 km/h.
Més recentment ha aparegut una variant que ha posat aquest esport de risc a l'abast de persones menys arriscades gràcies al salt tàndem, en què el subjecte va unit a un instructor.

## Caiguda lliure des de grans altures
La caiguda lliure des de grans altures en un camp gravitatori aproximadament esfèric, com és el cas del camp gravitatori terrestre, requereix tenir en compte que ni la magnitud ni la direcció de la força gravitatòria són constants.

## Fites en caiguda lliure

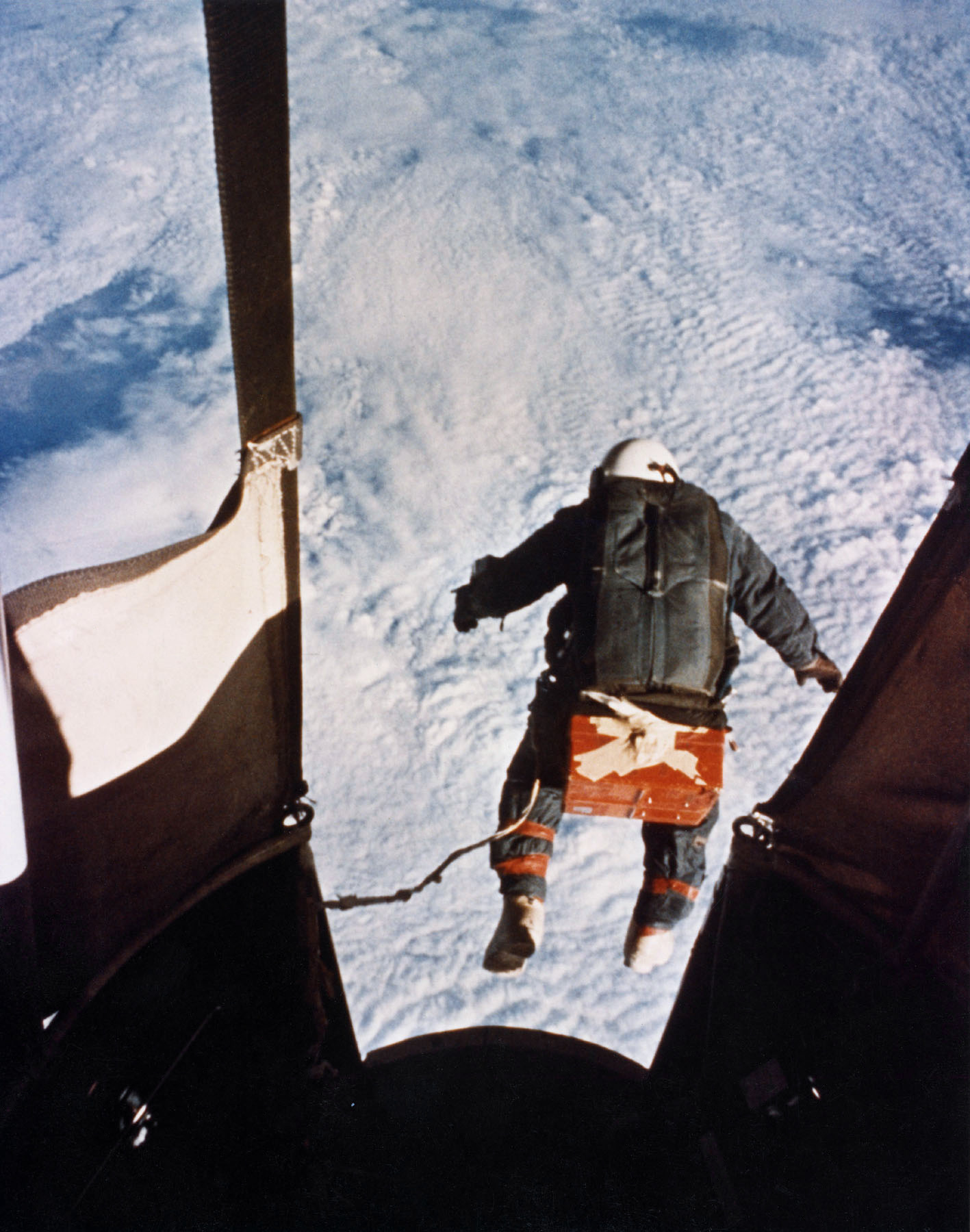
Joseph Kittinger començant el salt que va batre el rècord de caiguda lliure.

### En un vol quotidià
El 26 de gener de 1972, Vesna Vulović, hostessa de les línies aèries JAT, va viure una caiguda lliure de deu mil metres quan anava a bord del vol 36. Una explosió a l'avió va fer que aquest caigués sobre Srbska Kamenice, en la llavors Txecoslovàquia (ara República Txeca). Vulović va patir trencaments en el crani i en tres vèrtebres, va despertar després d'estar durant vint-i-set dies en coma i va sobreviure.

### En competició
Segons el llibre Guinness, Eugene Andreev ostenta el rècord oficial per la caiguda lliure més llarga després de recórrer 24.500 m sense paracaigudes, des d'una altura de 25.460 m, prop de la ciutat russa de Saràtov, l'1 de novembre de 1962. Encara que salts posteriors han partit des d'altures més grans, Andreev va batre el rècord sense utilitzar parafrenos durant el salt.

### En experimentació militar
Durant els últims anys de la dècada dels 50, Joseph Kittinger va ser assignat als Laboratoris d'Investigació Mèdica Aeroespacial de Dayton per formar part del Projecte Excelsior per provar un nou tipus de sistema de paracaigudes d'ús militar, en el marc del qual va fer tres salts portant vestits a pressió.
El primer salt, de 23.290 metres, al novembre de 1959, va causar-li la pèrdua de coneixement però el paracaigudes automàtic li va salvar la vida, aterrant en un edifici donant voltes a 120 revolucions per minut. L'acceleració de les seves extremitats va arribar a superar 22 vegades la de la gravetat, batent així un nou rècord.
Tres setmanes després, va tornar a saltar des 22.770 m. Per aquest salt va ser premiat amb la medalla Leo Stevents de paracaigudisme. El 16 d'agost de 1960, Kittinger va realitzar l'últim salt des del Excelsior III a 31.330 m utilitzant un petit parafrenos per estabilitzar-se. Va caure durant 4 minuts i 36 segons i va aconseguir una velocitat de 988 km/h abans d'obrir el seu paracaigudes a 4.270 m d'altitud. La pressió del seu guant dret va fallar durant l'ascens i la seva mà es va inflar fins a arribar dues vegades la grandària normal.
Kittinger va batre també altres rècords.